# Tom Kenny
Tom Kenny (ur. 13 lipca 1962 w Syracuse, Nowy Jork) – amerykański aktor głosowy, okazjonalnie występujący przed kamerą.
Najbardziej znany jest jako głos tytułowej postaci w serialu SpongeBob Kanciastoporty i jako Królik z Kubusia Puchatka. Użyczał również swojego głosu m.in. w takich serialach jak Atomówki, A.T.O.M. Alpha Teens On Machines, Super Robot Monkey Team Hyperforce Go! i wielu innych.